# Res Roma 2012-2013
Questa voce raccoglie le informazioni riguardanti la Associazione Sportiva Dilettantistica Res Roma nelle competizioni ufficiali della stagione 2012-2013.

## Organigramma societario

### Rosa
| N. |                   | Ruolo | Calciatrice                   |
| -- | ----------------- | ----- | ----------------------------- |
|    | Italia (bandiera) | P     | Jamaica Bacigalupo            |
|    | Italia (bandiera) | P     | Rosalia Pipitone              |
|    | Italia (bandiera) | D     | Mariana Aparecido Accoroni    |
|    | Italia (bandiera) | D     | Eleonora Catania              |
|    | Italia (bandiera) | D     | Giulia Colini                 |
|    | Italia (bandiera) | D     | Noemi Cortelli                |
|    | Italia (bandiera) | D     | Eleonora Cunsolo              |
|    | Italia (bandiera) | D     | Ilaria Ferroni                |
|    | Italia (bandiera) | D     | Rosa Lavopa                   |
|    | Italia (bandiera) | D     | Gioia Mancini (vice capitano) |
|    | Italia (bandiera) | D     | Cristiana Mosca               |
|    | Italia (bandiera) | D     | Martina Silvestri             |
|    | Italia (bandiera) | C     | Eva Biasotto                  |
|    | Italia (bandiera) | C     | Claudia Ceccarelli            |

| N. |                       | Ruolo | Calciatrice              |
| -- | --------------------- | ----- | ------------------------ |
|    | Italia (bandiera)     | C     | Claudia Ciccotti         |
|    | Italia (bandiera)     | C     | Manuela Coluccini        |
|    | Italia (bandiera)     | C     | Luana Fracassi           |
|    | Italia (bandiera)     | C     | Ilaria Inchingolo        |
|    | Italia (bandiera)     | C     | Federica Marzi           |
|    | Italia (bandiera)     | C     | Emily Nicosia Vinci      |
|    | Italia (bandiera)     | C     | Serena Sergi             |
|    | Italia (bandiera)     | C     | Flaminia Simonetti       |
|    | Italia (bandiera)     | C     | Erika Villani            |
|    | Italia (bandiera)     | C     | Sara Visconti            |
|    | Italia (bandiera)     | A     | Vanessa Nagni (capitano) |
|    | Italia (bandiera)     | A     | Claudia Palombi          |
|    | Italia (bandiera)     | A     | Francesca Pittaccio      |
|    | Montenegro (bandiera) | A     | Marija Vukčević          |

## Calciomercato

### Sessione estiva
| Acquisti | Acquisti           | Acquisti | Acquisti   |
| R.       | Nome               | da       | Modalità   |
| -------- | ------------------ | -------- | ---------- |
| D        | Eleonora Cunsolo   | Lazio CF | definitivo |
| C        | Flaminia Simonetti | Roma CF  | definitivo |

| Cessioni | Cessioni        | Cessioni     | Cessioni   |
| R.       | Nome            | a            | Modalità   |
| -------- | --------------- | ------------ | ---------- |
| D        | Manuela Checchi | Tor Sapienza | definitivo |

## Risultati

### Serie A2

#### Girone di andata
| Arbitro: | Santoro |

|               |           |                             |
| Privitera 49’ | Marcatori | 15’ Nagni 62’, 79’ Vukčević |

| Arbitro: | Pragliola |

|              |           |  |
| Vukčević 60’ | Marcatori |  |

| Arbitro: | Esposito |

|  |           |                               |
|  | Marcatori | 42’ (rig.) Nagni 44’ Vukčević |

| Arbitro: | Mastrogiuseppe |

|                       |           |  |
| Vukčević 5’, 80’, 85’ | Marcatori |  |

| Arbitro: | Tambolleo |

| |           |  |
| Vukčević 4’, 14’, 65’ Fracassi 5’, 41’ Marzi 25’ Nagni 26’, 28’, 42’, 51’, 61’, 80’ Villani 35’ Ciccotti 44’ Sergi 58’ Ceccarelli 69’ (rig.) Colini 86’ | Marcatori |  |

| Arbitro: | Lalomia |

|  |           |                                                              |
|  | Marcatori | 10’, 50’ Vukčević 30’ Nicosia Vinci 40’ Sergi 65’, 85’ Nagni |

| Arbitro: | Campogrande |

|                            |           |            |
| Vukčević 20’ Coluccini 58’ | Marcatori | 80’ Fiengo |

| Arbitro: | Cudini |

|  |           |                                                            |
|  | Marcatori | 8’ Coluccini 10’ Biasotto 20’ Nagni 48’, 50’, 60’ Vukčević |

| Arbitro: | Tambolleo |

|                                                             |           |  |
| Coluccini 36’, 65’ Nicosia Vinci 50’ Vukčević 52’ Nagni 54’ | Marcatori |  |

#### Girone di ritorno
| Arbitro: | Sangregorio |

|           |           |  |
| Nagni 50’ | Marcatori |  |

| Arbitro: | Fagnani |

|            |           |           |
| Miranda 8’ | Marcatori | 37’ Nagni |

| Arbitro: | Perrelli |

|                                                                                                |           |  |
| Coluccini 11’, 75’ Ciccotti 26’ Nagni 56’, 85’, 88’ Vukčević 59’ (rig.), 81’ Nicosia Vinci 78’ | Marcatori |  |

| Arbitro: | Pompei Poentini |

|  |           |                         |
|  | Marcatori | 9’ Villani 88’ Cortelli |

| Arbitro: | Cimino |

|  |           |                                                        |
|  | Marcatori | 2’, 21’, 46’ Vukčević 21’, 54’, 60’ Nagni 71’ Visconti |

| Arbitro: | Mosconi |

|                                                                      |           |  |
| Vukčević 22’, 59’, 62’ Nagni 26’, 28’ Biasotto 38’ Nicosia Vinci 86’ | Marcatori |  |

| Arbitro: | Carella |

|                    |           |                              |
| Olivieri 3’ (rig.) | Marcatori | 13’ (rig.), 38’ (rig.) Nagni |

| Arbitro: | D'Ambrogio |

|                                                 |           |  |
| Coluccini 5’, 81’ Nagni 29’ (rig.) Biasotto 78’ | Marcatori |  |

| Arbitro: | Luciani |

|  |           |                                                |
|  | Marcatori | 13’ Biasotto 48’ Nagni 76’ Villani 90’ Cunsolo |

### Coppa Italia

#### Primo turno
| Chieti 2 settembre 2012, ore 15:30 CEST Primo turno | Chieti | 0 – 2 | Res Roma | Campo sp. comunale Sant'Anna |

#### Secondo turno
| Roma 9 settembre 2012, ore 15:30 CEST Secondo turno | Res Roma | 3 – 1 | Grifo Perugia | Centro sp. Raimondo Vianello |

#### Ottavi di finale
| Arbitro: | Paolo Battistelli (L'Aquila) |

|                                |           |  |
| Nagni 72’ (rig.) Pittaccio 74’ | Marcatori |  |

#### Quarti di finale
| Arbitro: | Marco Carrelli (Campobasso) |

|                      |           |  |
| Lubrano Lavadera 13’ | Marcatori |  |

## Statistiche

### Statistiche di squadra
| Competizione | Punti | In casa | In casa | In casa | In casa | In casa | In casa | In trasferta | In trasferta | In trasferta | In trasferta | In trasferta | In trasferta | Totale | Totale | Totale | Totale | Totale | Totale | DR  |
| Competizione | Punti | G       | V       | N       | P       | Gf      | Gs      | G            | V            | N            | P            | Gf           | Gs           | G      | V      | N      | P      | Gf     | Gs     | DR  |
| ------------ | ----- | ------- | ------- | ------- | ------- | ------- | ------- | ------------ | ------------ | ------------ | ------------ | ------------ | ------------ | ------ | ------ | ------ | ------ | ------ | ------ | --- |
| Campionato   | 52    | 9       | 9       | 0       | 0       | 45      | 1       | 9            | 8            | 1            | 0            | 37           | 3            | 18     | 17     | 1      | 0      | 82     | 4      | +78 |
| Coppa Italia | -     | 2       | 2       | 0       | 0       | 5       | 1       | 2            | 1            | 0            | 1            | 2            | 1            | 4      | 3      | 0      | 1      | 7      | 2      | +5  |
| Totale       | 52    | 11      | 11      | 0       | 0       | 50      | 2       | 11           | 9            | 1            | 1            | 39           | 4            | 22     | 20     | 1      | 1      | 89     | 6      | +83 |

### Statistiche delle giocatrici
Presenze e fatte e subite.
| Giocatore        | Serie A2 | Serie A2 | Serie A2    | Serie A2   | Coppa Italia | Coppa Italia | Coppa Italia | Coppa Italia | Totale   | Totale | Totale      | Totale     |
| Giocatore        | Presenze | Reti     | Ammonizioni | Espulsioni | Presenze     | Reti         | Ammonizioni  | Espulsioni   | Presenze | Reti   | Ammonizioni | Espulsioni |
| ---------------- | -------- | -------- | ----------- | ---------- | ------------ | ------------ | ------------ | ------------ | -------- | ------ | ----------- | ---------- |
| E. Biasotto      | 7        | 4        | 1           | 2          | 0            | 0            | 0            | 0            | 7        | 4      | 1           | 2          |
| E. Catania       | 7        | 0        | 0           | 0          | 0            | 0            | 0            | 0            | 7        | 0      | 0           | 0          |
| C. Ceccarelli    | 3        | 1        | 0           | 0          | 0            | 0            | 0            | 0            | 3        | 1      | 0           | 0          |
| C. Ciccotti      | 11       | 2        | 0           | 0          | 0            | 0            | 0            | 0            | 11       | 2      | 0           | 0          |
| G. Colini        | 17       | 1        | 0           | 0          | 0            | 0            | 0            | 0            | 17       | 1      | 0           | 0          |
| M. Coluccini     | 14       | 8        | 3           | 0          | 0            | 0            | 0            | 0            | 14       | 8      | 3           | 0          |
| N. Cortelli      | 11       | 1        | 1           | 0          | 0            | 0            | 0            | 0            | 11       | 1      | 1           | 0          |
| E. Cunsolo       | 12       | 1        | 1           | 0          | 0            | 0            | 0            | 0            | 12       | 1      | 1           | 0          |
| L. Fracassi      | 18       | 2        | 0           | 0          | 0            | 0            | 0            | 0            | 18       | 2      | 0           | 0          |
| I. Inchingolo    | 3        | 0        | 0           | 0          | 0            | 0            | 0            | 0            | 3        | 0      | 0           | 0          |
| R. Lavopa        | 9        | 0        | 0           | 0          | 0            | 0            | 0            | 0            | 9        | 0      | 0           | 0          |
| G. Mancini       | 15       | 0        | 0           | 0          | 0            | 0            | 0            | 0            | 15       | 0      | 0           | 0          |
| F. Marzi         | 7        | 1        | 0           | 0          | 0            | 0            | 0            | 0            | 7        | 1      | 0           | 0          |
| L. Mostarda      | 2        | 0        | 0           | 0          | 0            | 0            | 0            | 0            | 2        | 0      | 0           | 0          |
| V. Nagni         | 18       | 26       | 3           | 0          | 0            | 0            | 0            | 0            | 18       | 26     | 3           | 0          |
| V. Nicita        | 1        | 0        | 0           | 0          | 0            | 0            | 0            | 0            | 1        | 0      | 0           | 0          |
| E. Nicosia Vinci | 15       | 4        | 1           | 0          | 0            | 0            | 0            | 0            | 15       | 4      | 1           | 0          |
| C. Orlandelli    | 1        | 0        | 0           | 0          | 0            | 0            | 0            | 0            | 1        | 0      | 0           | 0          |
| C. Palombi       | 1        | 0        | 0           | 0          | 0            | 0            | 0            | 0            | 1        | 0      | 0           | 0          |
| R. Pipitone      | 18       | -4       | 0           | 0          | 0            | 0            | 0            | 0            | 18       | -4     | 0           | 0          |
| F. Pittaccio     | 5        | 0        | 0           | 0          | 0            | 0            | 0            | 0            | 5        | 0      | 0           | 0          |
| S. Sergi         | 4        | 2        | 0           | 0          | 0            | 0            | 0            | 0            | 4        | 2      | 0           | 0          |
| M. Silvestri     | 4        | 0        | 1           | 0          | 0            | 0            | 0            | 0            | 4        | 0      | 1           | 0          |
| S. Simonetti     | 2        | 0        | 0           | 0          | 0            | 0            | 0            | 0            | 2        | 0      | 0           | 0          |
| V. Spagnoli      | 1        | 0        | 0           | 0          | 0            | 0            | 0            | 0            | 1        | 0      | 0           | 0          |
| E. Villani       | 18       | 3        | 0           | 0          | 0            | 0            | 0            | 0            | 18       | 3      | 0           | 0          |
| S. Visconti      | 8        | 1        | 1           | 0          | 0            | 0            | 0            | 0            | 8        | 1      | 1           | 0          |
| M. Vukčević      | 16       | 25       | 2           | 0          | 0            | 0            | 0            | 0            | 16       | 25     | 2           | 0          |